# Лямінське сільське поселення
Ля́мінське сільське поселення (рос. Ляминское сельское поселение) — сільське поселення у складі Сургутського району Ханти-Мансійського автономного округу Тюменської області Росії.
Адміністративний центр — присілок Ляміна.
Населення сільського поселення становить 713 осіб (2017; 851 у 2010, 872 у 2002).

## Склад
До складу сільського поселення входять:
| Населений пункт  | Населення, осіб (2002) | Населення, осіб (2010) |
| ---------------- | ---------------------- | ---------------------- |
| Ляміна, присілок | 753                    | 749                    |
| Піщаний, селище  | 119                    | 102                    |